# کمک‌های بشردوستانه

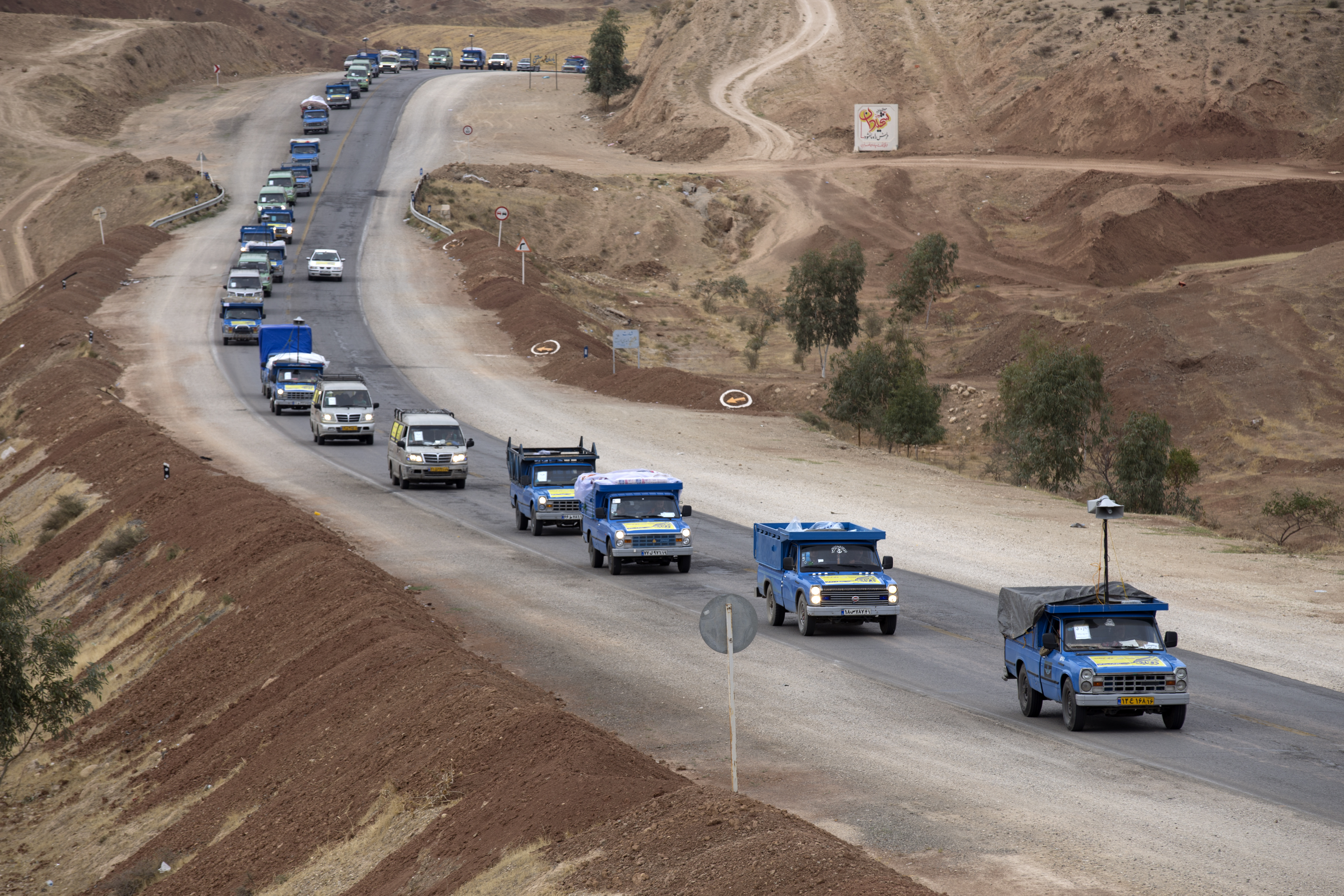
کاروان کمک های مردمی و بشر دوستانه به مردم زلزله زده کرمانشاه در حوالی قصر شیرین

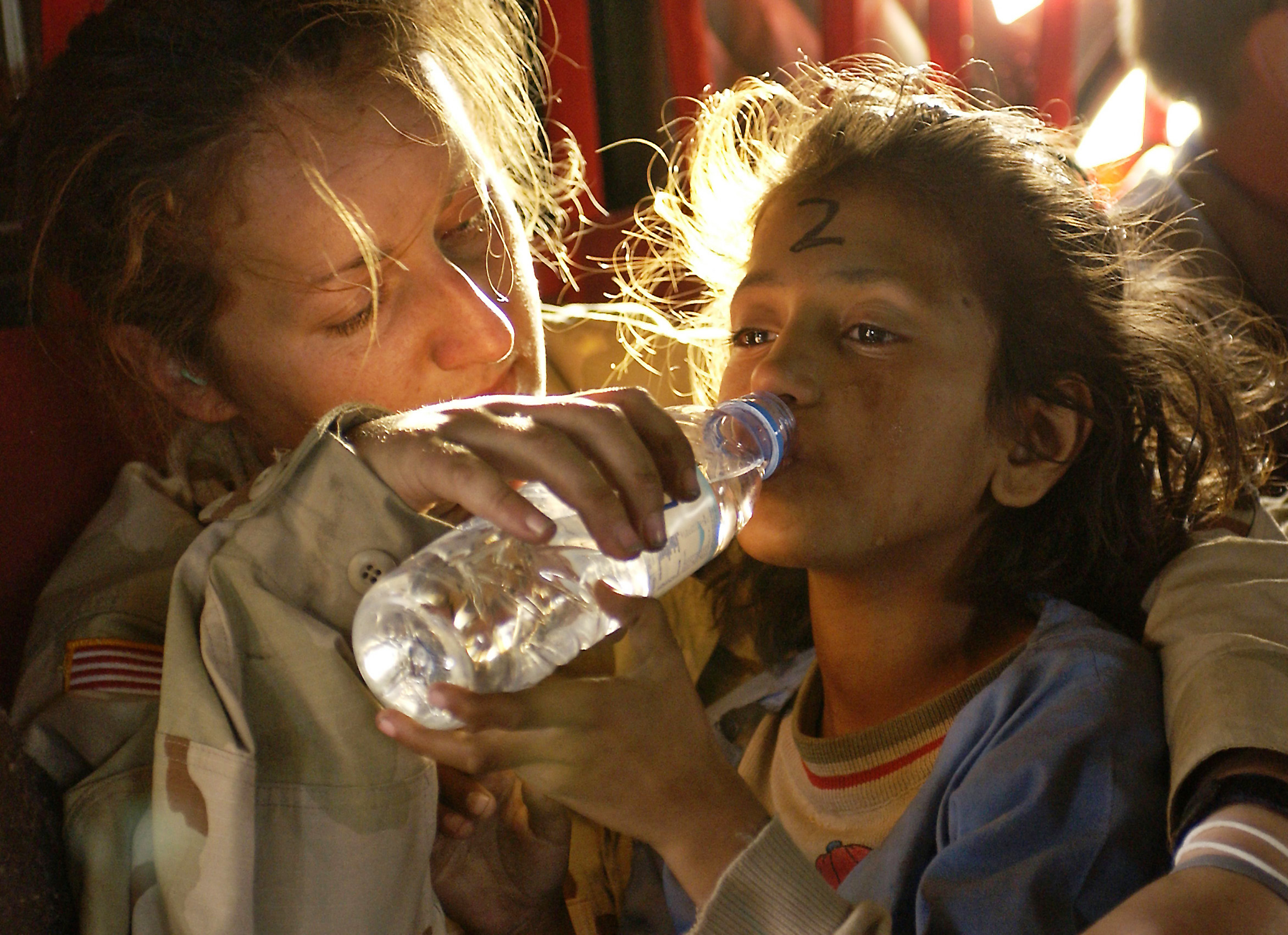
یک سرباز امریکایی به یک دختر پاکستانی آب می‌دهد که از مظفرآباد به اسلام‌آباد آورده است.

کمک‌های انسان دوستانه (انگلیسی: Humanitarian aid) ارائه کمک‌هایی به صورت مواد و تدارکات به مردم نیازمند است. معمولاً این کمک‌ها کوتاه مدت است تا در دراز مدت توسط دولت و نهادهای دیگر جایگزین شوند و اغلب به آوارگان، قربانیان بلایای طبیعی، جنگ و قحطی تعلق می‌گیرد. هدف اصلی کمک‌های انسان دوستانه نجات جان انسان‌ها و کاهش درد و رنج و احترام به کرامت انسانی است. کمک‌های انسان دوستانه ارائه مواد یا کمک‌های تدارکاتی با اهداف بشردوستانه است که به طور معمول در مقابل یک بحران انسانی مانند بلایای طبیعی و فاجعه‌هایی که انسان مسبب آن است انجام می‌شود. هدف اصلی از کمک‌های انسان دوستانه نجات زندگی افراد، کاهش درد و رنج و حفظ کرامت انسانی آن‌ها است؛ بنابراین ممکن است از کمک‌هایی که برای توسعه ارائه می‌شود و به دنبال تحول‌های اساسی عوامل اجتماعی-اقتصادی است که می‌تواند به یک بحران یا اضطرار منجر شود متمایز باشد.
با توجه به مقاله «ارائه کمک‌های اولیه در محیط‌های ناامن:به روز رسانی ۲۰۰۹ بایگانی‌شده  در ۱۹ سپتامبر ۲۰۱۱ توسط Wayback Machine» کشنده‌ترین سال در تاریخ برای بشر دوستان سال ۲۰۰۸ بوده است که در آن ۱۲۲ امدادگر به قتل رسیدند و به ۲۶۰ نفر حمله شد. به نظر می‌رسد کشورهای سومالی و افغانستان حداقل امنیت را دارا بوده‌اند. گزارش نتایج بشردوستانه در سال ۲۰۱۲ نشان می‌دهد که افغانستان، جنوب سودان، سوریه، پاکستان و سومالی با بیشترین حوادث روبرو بوده‌اند.